# Leaellynasaura
 Leaellynasaura  ist eine Gattung kleiner ornithopoder Dinosaurier aus der Unterkreide (frühes Albium, vor 113 bis 110 etwa Mio. Jahren) von Australien. Dieser etwa 60 bis 90 Zentimeter lange Pflanzenfresser wurde gemeinsam mit Fossilien weiterer Arten in der „Dinosaurier-Höhle“ im australischen Bundesstaat Victoria entdeckt.

## Palökologie
Der australische Kontinent lag in der Unterkreide unweit des südlichen Polarkreises und nahm damit eine weiter südlich gelegene Position ein als heute. Dinosaurier wie Leaellynasaura konnten demnach viel weiter südlich leben als es heutigen Reptilien möglich ist. Ähnliches gilt für Cryolophosaurus, ein theropoder Dinosaurier, dessen Fossilien in der heutigen Antarktis entdeckt wurden. Dies beweist, dass Dinosaurier unter Bedingungen existieren konnten, die lange Zeit als für sie ungeeignet angesehen wurden.
Aufgrund der hohen geographischen Breite schien im Lebensraum von Leaellynasaura die Sonne für lange Zeit nicht (Polarnacht). Demnach hätte Leaellynasaura möglicherweise Monate im Dunkeln leben müssen. Dies würde die großen Augen sowie den relativ großen visuellen Cortex im Gehirn erklären, die sich als Anpassungen an ein Leben in Dunkelheit deuten lassen.

## Entdeckungsgeschichte
Die Eheleute Thomas H. Rich und Patricia Vickers-Rich veröffentlichten 1989 die wissenschaftliche Erstbeschreibung der Typusart L. amicagraphica. Als Grundlage der Beschreibung dienen Schädelfragmente, Zähne und vereinzelte Knochen. Die Gattung, der lediglich eine Art angehört, benannten die beiden Paläontologen nach ihrer Tochter Leaellyn.